# Haus der Demokratie Leipzig

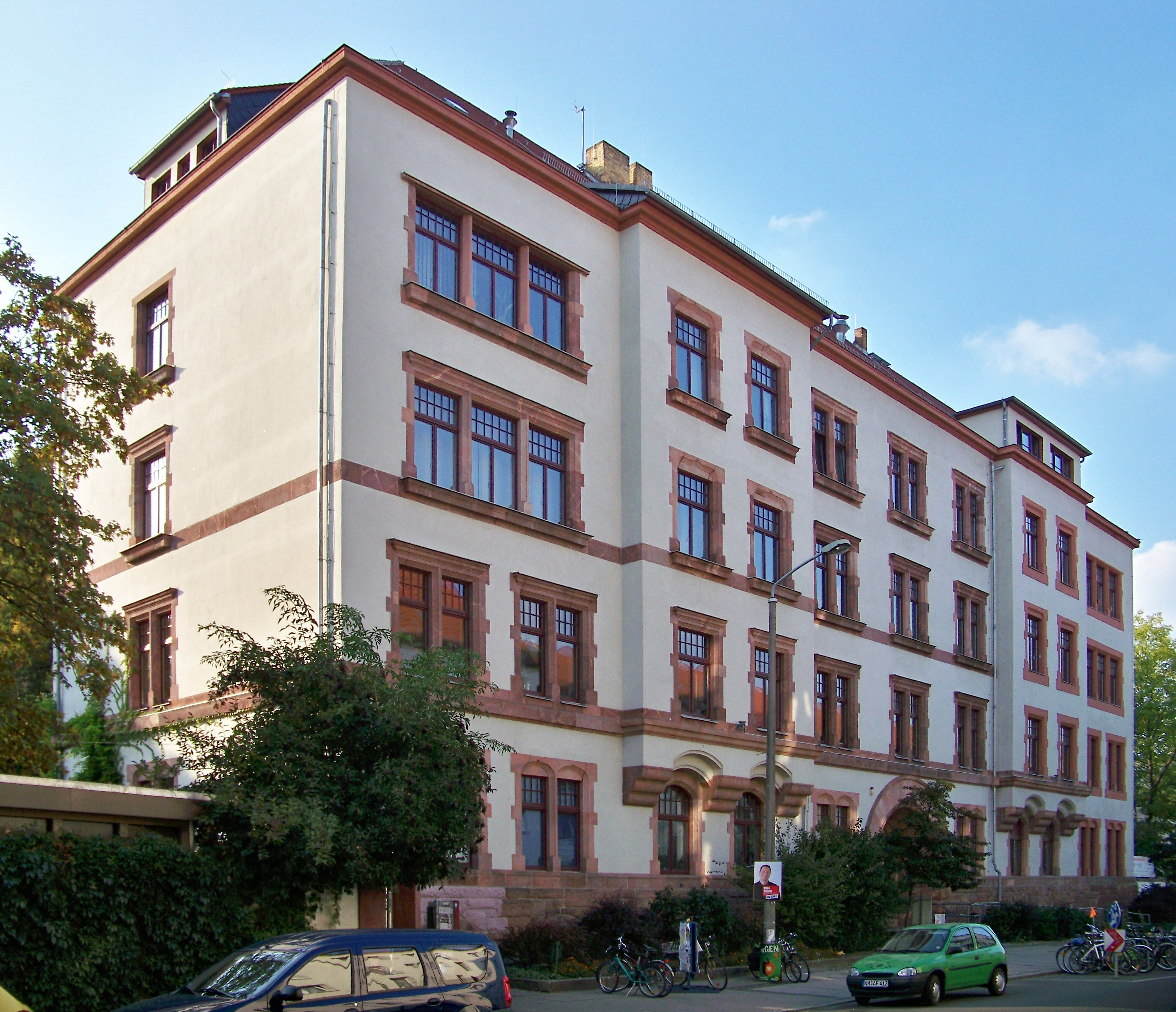
Haus der Demokratie in der
Bernhard-Göring-Straße in Leipzig-Connewitz

Das Haus der Demokratie in Leipzig in der Bernhard-Göring-Straße 152 ist eine Begegnungs- und Arbeitsstätte für politische, gesellschaftliche und kulturelle Arbeit. Die in dem Haus arbeitenden Vereine und Initiativen bieten ein umfassendes Bildungs-, Beratungs- und Lebenshilfeangebot an.
Im Gebäude befinden sich unter anderem das Tanzcafé Ilses Erika, die Kinobar Prager Frühling, die Umweltbibliothek Leipzig und das Archiv Bürgerbewegung Leipzig.

## Der Verein Haus der Demokratie Leipzig e.V.

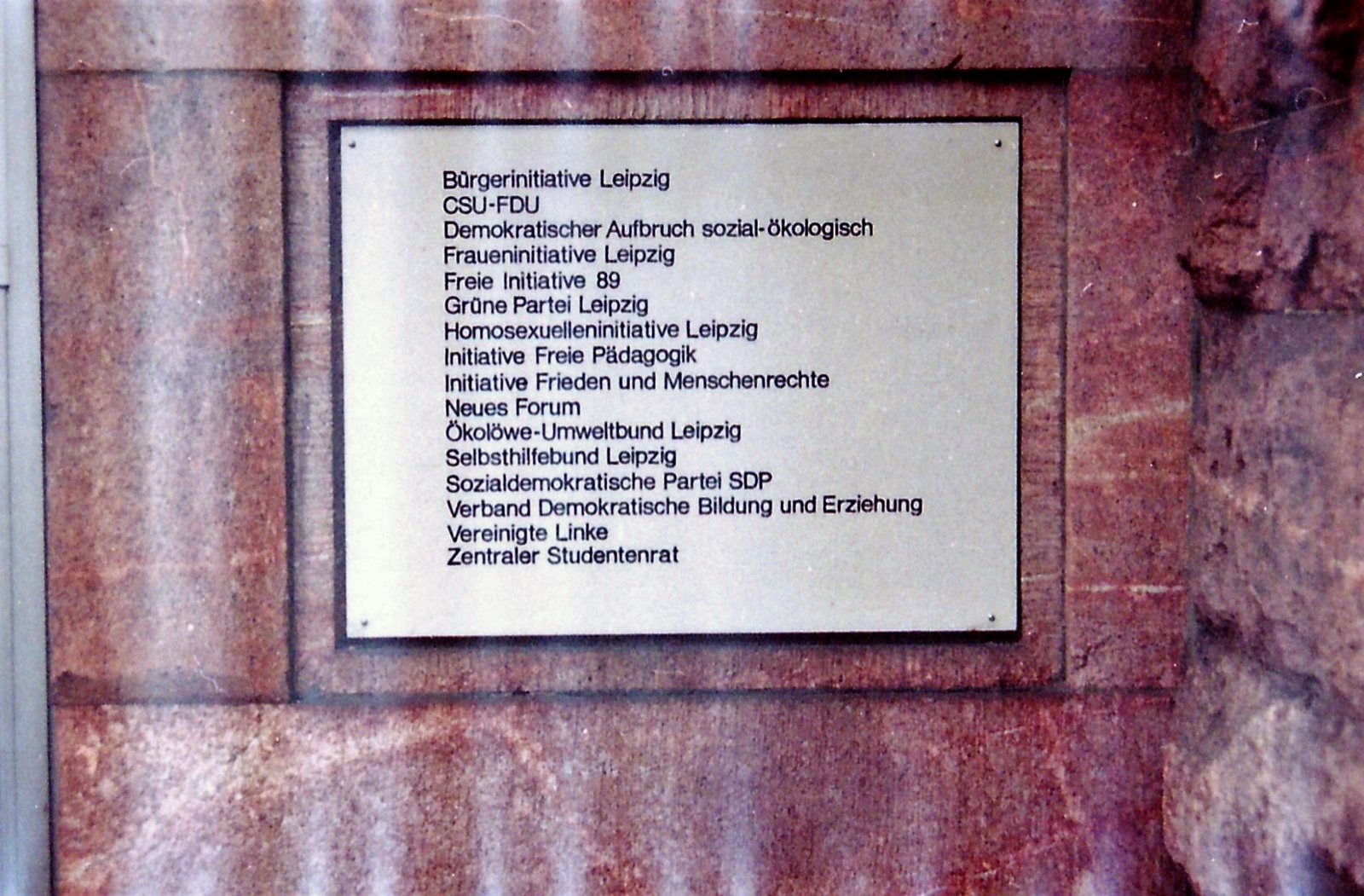
Schild am Haus, aufgenommen im Januar 1990

Das Haus der Demokratie besteht seit Anfang 1990, der Verein Haus der Demokratie Leipzig e.V. wurde am 19. Dezember 1990 gegründet. Zu seinen Aufgaben gehören gemäß Satzung die Förderung von Kunst und Kultur sowie Bildung und Erziehung. Dazu entwickelte der Verein in den letzten Jahren ein umfangreiches Veranstaltungsprogramm. Der Erbbaurechtsvertrag, der im Jahr 1999 mit der Stadt Leipzig geschlossen wurde, verpflichtet den Verein zur Sanierung und Erhaltung des unter Denkmalschutz stehenden Gebäudes sowie zur Zahlung einer Pacht.

## Geschichte des Hauses

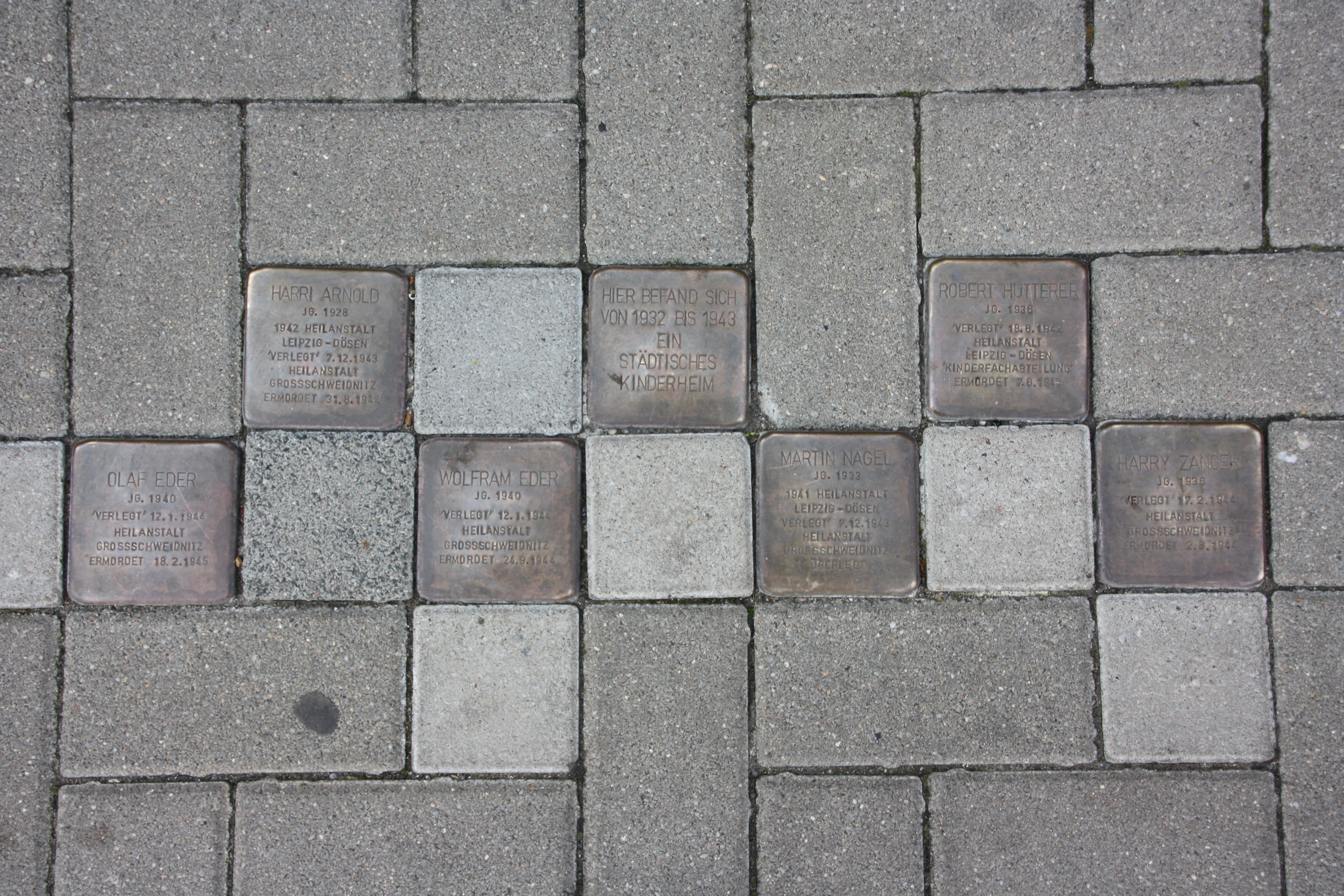
Stolpersteine vor dem Haus

Der Leipziger Architekt und Stadtbaurat Otto Wilhelm Scharenberg (1851–1920) entwarf dieses als städtisches Waisenhaus konzipierte Gebäude. Begonnen wurde der Bau 1901. Nach Fertigstellung 1903 konnten 130 Kinder sowie Aufsichts- und Pflegepersonal auf 682 m² bebauter Fläche einziehen. In den Jahren von 1928 bis 1932 fungierte das Gebäude als Lehrlingsheim der Stadt Leipzig. Zwischen 1932 und 1943 war das Haus ein Kinderheim und von hier aus wurden auch Kinder zur Ermordung in die „Kinderfachabteilungen“ in Dösen oder Großschweidnitz verlegt. Seit dem 7. Mai 2016 erinnert eine Gruppe von Stolpersteinen auf dem Gehweg an das Kinderheim und einige der ermordeten Kinder. 1940 wurde das Haus zwischenzeitlich als Lazarett der Wehrmacht genutzt.
Durch Kriegszerstörungen wurde das Grundstück dem Verfall preisgegeben und es entstand ein Trümmergrundstück.
Als Sonderbaumaßnahme des bis zu 70 Prozent zerstörten Gebäudes begann 1952 das damalige „Konstruktions- und Ingenieurbüro Chemie“ das Haus aufzubauen. Bis zum Auszug 1982 waren im Haus ausschließlich Projektanten für Bau- und Maschinentechnik beschäftigt.
Mit Beschluss Nr. 181/80 vom 3. Dezember 1980 des Rates der Stadt Leipzig wurde die Nachnutzung durch die SED-Stadtleitung bestätigt. Rekonstruiert wurde das Haus von Ende 1982 bis Oktober 1983 und anschließend bezogen.
Am 2. Januar 1990 übergaben Vertreter der SED/PDS und der Stadt offiziell das Haus Bernhard-Göring-Straße 152 an Vertreter ansässiger Vereine und politischer Organisationen. Arbeitsgruppen des „Runden Tisches“ tagten hier.